# Brańsk (gmina wiejska)

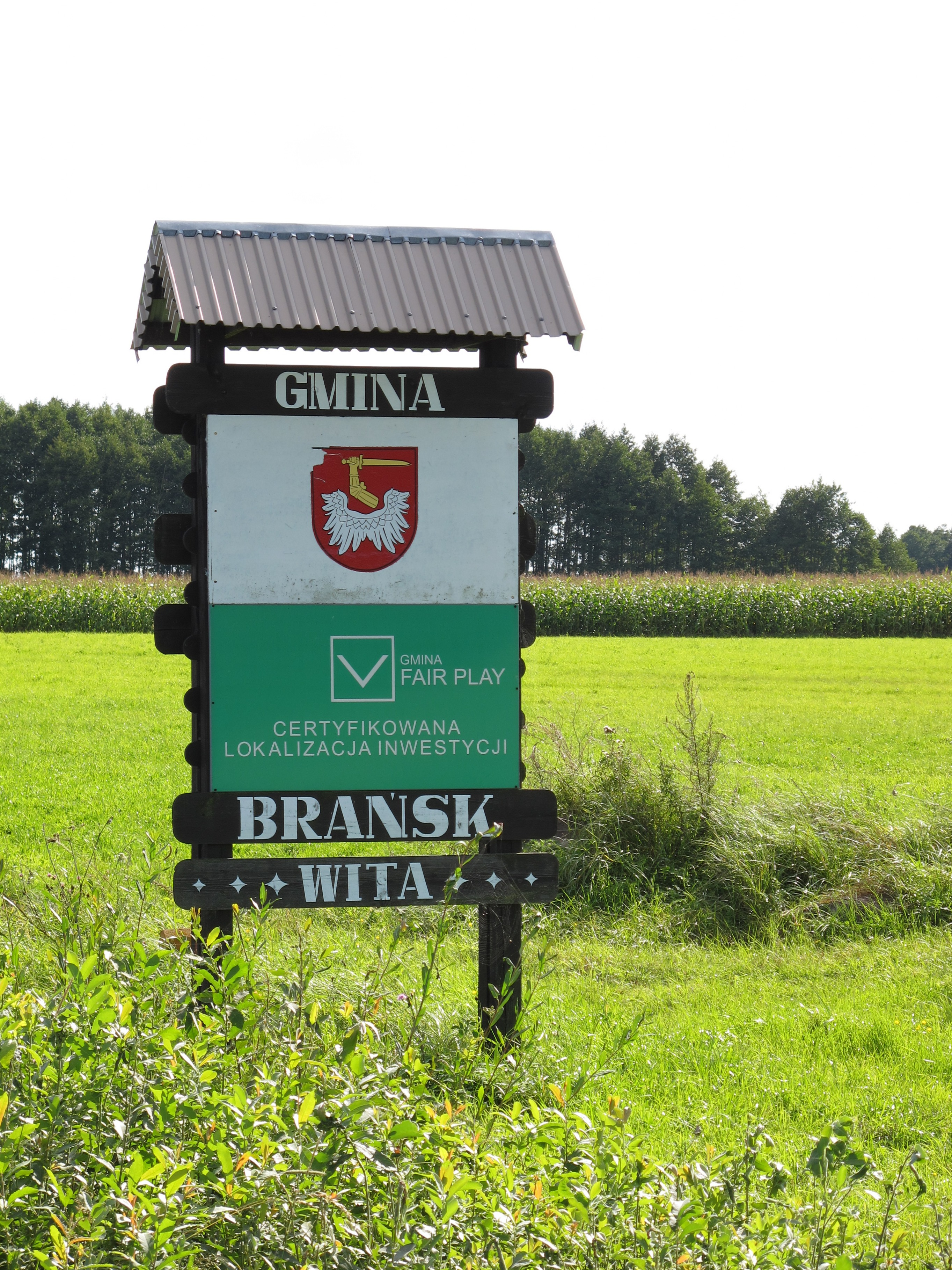
Znak powitalny przy DW681

Brańsk – gmina wiejska w Polsce w województwie podlaskim, w powiecie bielskim. W latach 1975–1998 gmina administracyjnie należała do województwa białostockiego.
Siedziba gminy to Brańsk.
Według danych z 30 czerwca 2004 gminę zamieszkiwało 6565 osób. Natomiast według danych z 31 grudnia 2019 roku gminę zamieszkiwało 5630 osób.

## Struktura powierzchni
Według danych z roku 2002 gmina Brańsk ma obszar 227,3 km², w tym:
- użytki rolne: 78%
- użytki leśne: 15%

Gmina stanowi 16,41% powierzchni powiatu.

## Demografia

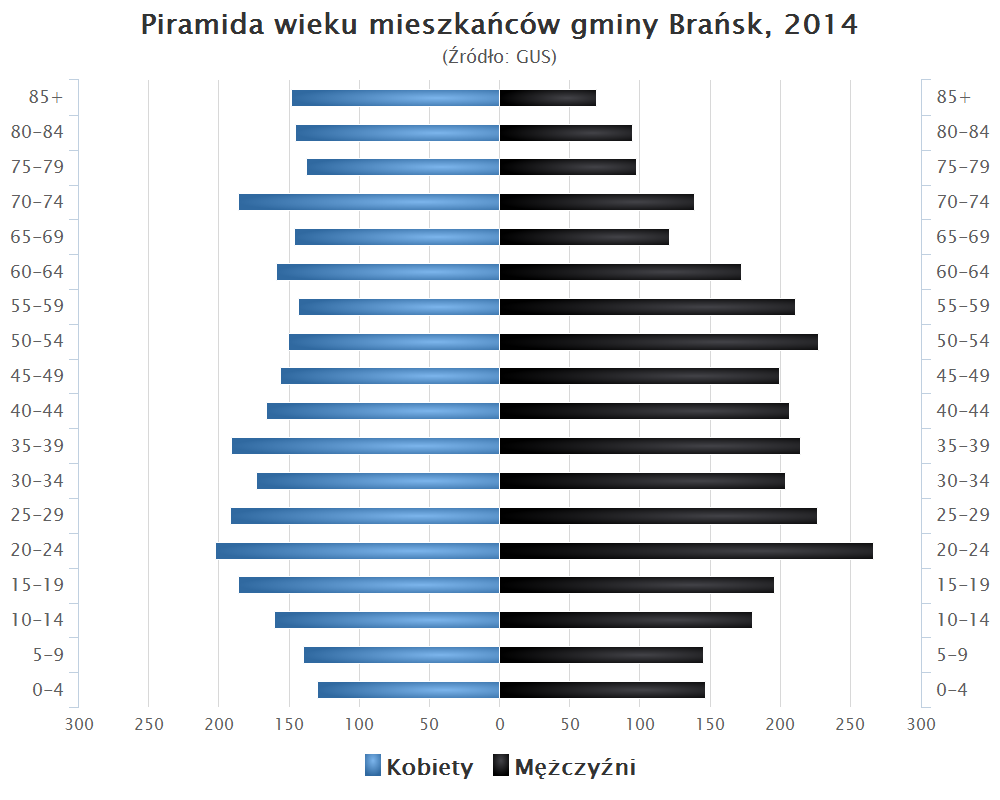
Piramida wieku mieszkańców gminy Brańsk w 2014 roku

Dane z 30 czerwca 2004:
| Opis                              | Ogółem | Ogółem | Kobiety | Kobiety | Mężczyźni | Mężczyźni |
| --------------------------------- | ------ | ------ | ------- | ------- | --------- | --------- |
| jednostka                         | osób   | %      | osób    | %       | osób      | %         |
| populacja                         | 6565   | 100    | 3196    | 48,7    | 3369      | 51,3      |
| gęstość zaludnienia (mieszk./km²) | 28,9   | 28,9   | 14,1    | 14,1    | 14,8      | 14,8      |

## Miejscowości
Bronka, Brzeźnica, Burchaty, Chojewo, Chojewo-Kolonia, Chrościanka, Dębowo, Domanowo, Ferma, Glinnik, Holonki, Jarmarkowszczyzna, Kadłubówka, Kalnica, Kalnowiec, Kiersnowo, Kiersnówek, Kiewłaki, Klichy, Konotopa, Koszewo, Lubieszcze, Majorowizna, Markowo, Mień, Nowosady, Oleksin, Olędzkie, Olszewek, Olszewo, Otapy, Pace, Pasieka, Patoki, Patoki (gajówka), Pietraszki, Płonowo, Poletyły, Popławy, Pruszanka Stara, Pruszanka-Baranki, Puchały Nowe, Puchały Stare, Spieszyn, Szmurły, Ściony, Świrydy, Widźgowo, Załuskie Koronne, Załuskie Kościelne, Zanie.

## Sąsiednie gminy
Bielsk Podlaski, Boćki, Dziadkowice, Grodzisk, Klukowo, Nowe Piekuty, Poświętne, Rudka, Szepietowo, Wyszki